# Вилла-Санта-Лучия
Вилла-Санта-Лучия (итал. Villa Santa Lucia) — коммуна в Италии, располагается в регионе Лацио, подчиняется административному центру Фрозиноне.
Население составляет 2623 человека, плотность населения составляет 146 чел./км². Занимает площадь 17,7 км². Почтовый индекс — 03030. Телефонный код — 0776.
В коммуне особо почитается святая Лукия, дева Сиракузская, празднование 13 декабря.